# Kanton Saint-Gratien
Der Kanton Saint-Gratien war von 1985 bis 2015 ein französischer Wahlkreis im Arrondissement Sarcelles, im Département Val-d’Oise und in der Region Île-de-France. Er umfasste die Stadt Saint-Gratien.

## Bevölkerungsentwicklung
| 1968   | 1975   | 1982   | 1990   | 1999   | 2006   | 2011   |
| ------ | ------ | ------ | ------ | ------ | ------ | ------ |
| 14.947 | 20.338 | 20.470 | 19.338 | 19.219 | 21.436 | 20.453 |